# HC Sokol Díly
HC Sokol Díly (celým názvem: Hockey Club Sokol Díly) je český klub ledního hokeje, který sídlí v obci Díly v Plzeňském kraji. Založen byl v roce 1999. Od sezóny 2016/17 působí v Plzeňské krajské soutěži – sk. C, sedmé české nejvyšší soutěži ledního hokeje. Klubové barvy jsou zelená a žlutá.
Své domácí zápasy odehrává v Domažlicích na tamějším zimním stadionu.

## Přehled ligové účasti
Stručný přehled
Zdroj:
- 2012–2013: Plzeňská krajská soutěž – sk. D (8. ligová úroveň v České republice)
- 2013–2014: Plzeňská krajská soutěž – sk. C (7. ligová úroveň v České republice)
- 2014–2016: Plzeňská krajská soutěž – sk. D (8. ligová úroveň v České republice)
- 2016– : Plzeňská krajská soutěž – sk. C (7. ligová úroveň v České republice)

Jednotlivé ročníky
Zdroj:
Legenda: ZČ - základní část, červené podbarvení - sestup, zelené podbarvení - postup, fialové podbarvení - reorganizace, změna skupiny či soutěže
| Česko (2012 – ) |                                 |           |           |                                       |              |
| Sezóny          | Soutěž                          | Úroveň    | ZČ        | Play-off, nadstavba, sk. o udržení... | Poznámky     |
| 2012/13         | Plzeňská krajská soutěž – sk. D | 8. úroveň | 3. místo  | Finále                                | Postup       |
| 2013/14         | Plzeňská krajská soutěž – sk. C | 7. úroveň | 10. místo |                                       | Sestup       |
| 2014/15         | Plzeňská krajská soutěž – sk. D | 8. úroveň | 4. místo  | Semifinále                            |              |
| 2015/16         | Plzeňská krajská soutěž – sk. D | 8. úroveň | 4. místo  | Finálová skupina (5. místo)           | Reorganizace |
| 2016/17         | Plzeňská krajská soutěž – sk. C | 7. úroveň | 3. místo  |                                       |              |
| 2017/18         | Plzeňská krajská soutěž – sk. C | 7. úroveň | 6. místo  |                                       |              |
| 2018/19         | Plzeňská krajská soutěž – sk. C | 7. úroveň |           |                                       |              |